# David Wise
David Wise (født 30. juni 1990) er en amerikansk freestyle-skiløber, der konkurrerer i Halfpipe. 
Han vandt guld i Halfpipe til Vinter-OL i både 2014 og 2018. I 2022 vandt han sølv i Halfpipe til vinter-OL i Beijing.

## Karriere
David Wise har repræsenteret USA ved de olympiske vinterlege tre gang; Sochi i 2014, PyeongChang i 2018 og Beijing i 2022. Alle tre gange er han endt på podiet.
Han vandt desuden X Games-guld i Superpipe tre år i træk (2012-2014). I 2018 ved Winter X Games XXII vandt han sin fjerde X Games-guldmedalje, og ved Winter X Games XXVII i 2023 sin femte X Games-guldmedalje.